# Марчена (Тренто)
Марчена је насеље у Италији у округу Тренто, региону Трентино-Јужни Тирол.
Према процени из 2011. у насељу је живело 182 становника. Насеље се налази на надморској висини од 936 м.